# Billy Kearns
Pour les articles homonymes, voir Kearns.
Billy Kearns est un acteur américain, né le 17 février 1923 à Seattle et mort le 27 novembre 1992 à Château-d'Œx (Suisse).

## Biographie
Durant la Seconde Guerre mondiale, Billy Kearns sert en Europe dans la 10e Division de montagne (Infanterie légère), un corps d’élite de l’armée américaine formé de skieurs et d’alpinistes. En 1954, iI s'établit en France en tant que comptable pour la American Battle Monuments Commission, une agence indépendante du gouvernement des États-Unis chargée de l'entretien des monuments et cimetières militaires américains hors des États-Unis. L’année suivante, il écrit sur divers sujets (sport, économie…) dans une publication en langue française de l’Agence de l'information des États-Unis. En 1958, il répond à une annonce parue dans The International Herald Tribune cherchant un acteur américain. En dépit de son inexpérience, il est embauché sur le champ. C’est le début d’une carrière d’acteur relativement tardive mais très prolifique, qu'il mène essentiellement en France, où son originalité, son visage qu’il qualifie lui-même de bulldog mug et sa façon de parler parsemée d’américanismes sont appréciés. On fait appel à lui pour de nombreux seconds rôles, alternativement d’Américains ou de Britanniques, dans plus de 150 films, plusieurs téléfilms français et pièces de théâtre. Il effectue aussi le doublage de rôles dans 1 200 films. 
En 1965, dans la série télévisée Bob Morane, il incarne le personnage de Bill Ballantine, ami inséparable du Commandant Morane incarné par Claude Titre.
Il meurt le vendredi 27 novembre 1992 d'un cancer du poumon.

## Filmographie

### Cinéma
- 1959 : L'Increvable de Jean Boyer : un américain au bar
- 1959 : Un témoin dans la ville d'Édouard Molinaro : le soldat américain
- 1959 : Robinson et le Triporteur de Jack Pinoteau (sous le nom de « Bill Kearns »)
- 1959 : Plein Soleil de René Clément : Freddy Miles
- 1960 : Comment qu'elle est de Bernard Borderie : Charlie Ribban
- 1960 : La Fête espagnole de Jean-Jacques Vierne : Kunk
- 1961 : Le Quatrième Sexe de Michel Wichard, Alfonso Gimeno et Jose Benazeraf
- 1961 : Le Puits aux trois vérités de François Villiers : un client
- 1961 : Le Caporal épinglé de Jean Renoir : un garde
- 1961 : Le Couteau dans la plaie d'Anatole Litvak : le capitaine Wade
- 1962 : Le Jour le plus long : un soldat
- 1962 : Les Ennemis d'Édouard Molinaro : Mike Slatter
- 1962 : Un singe en hiver d'Henri Verneuil : un automobiliste
- 1962 : Le Procès d'Orson Welles : un sous-inspecteur
- 1962 : Le Jour et l'Heure de René Clément : Pat Riley
- 1963 : Symphonie pour un massacre de Jacques Deray : un client américain
- 1963 : Blague dans le coin de Maurice Labro : le lieutenant Smith
- 1964 : Allez France ! de Robert Dhéry : le psychiatre
- 1965 : Le Jour d'après (Up from the Beach) de Robert Parrish : le colonel dans le bunker
- 1965 : Les Bons Vivants / Un grand seigneur de Gilles Grangier : le client texan
- 1965 : Le Gendarme à New York de Jean Girault : le lieutenant de police
- 1965 : Pleins feux sur Stanislas de Jean-Charles Dudrumet : l'espion américain
- 1965 : Paris brûle-t-il ? de René Clément : l'aide de Patton (sous le nom de « Kearns »)
- 1966 : Atout cœur à Tokyo pour O.S.S. 117 de Michel Boisrond : M. Smith (sous le nom de « William Kearns »)
- 1966 : Un homme de trop de Costa-Gavras : Hoffer
- 1967 : Playtime de Jacques Tati : M. Schulz
- 1967 : Les Grandes Vacances de Jean Girault : le conducteur de bus (sous le nom de « Bill Kearns)
- 1967 : La Vingt-cinquième Heure d'Henri Verneuil
- 1969 : Qu'est-ce qui fait courir les crocodiles ? de Jacques Poitrenaud : Sitting
- 1969 : Trop petit mon ami d'Eddy Matalon : Wanassee
- 1969 : Le Temps de mourir d'André Farwagi : Helmut
- 1970 : Et qu'ça saute ! de Guy Lefranc
- 1970 : Domicile conjugal de François Truffaut : M. Max
- 1970 : Le Mur de l'Atlantique de Marcel Camus : le commandant du camp
- 1970 : Ils de Jean-Daniel Simon : Wesley
- 1970 : Madly de Roger Kahane : l'acheteur américain
- 1970 : Les Mariés de l'an II de Jean-Paul Rappeneau : le beau-père
- 1970 : Patton de Franklin J. Schaffner : l'officier Callagher
- 1972 : Le Mataf de Serge Leroy : le chef de Bob
- 1972 : Le Désir et la Volupté de Julien Saint-Clair : le producteur
- 1973 : Gross Paris de Gilles Grangier
- 1974 : Marseille contrat (The Marseille's Contract) de Robert Parrish : un joueur de poker
- 1974 : Les murs ont des oreilles de Jean Girault : le producteur américain
- 1974 : Soldat Duroc, ça va être ta fête de Michel Gérard : l'officier américain
- 1975 : Marathon Man de John Schlesinger : un touriste
- 1976 : L'Année sainte de Jean Girault : un pilote de l'avion
- 1977 : L'Homme pressé d'Édouard Molinaro : Freeman
- 1979 : Les Borsalini de Michel Nerval : le boss
- 1982 : Enigma de Jeannot Szwarc
- 1982 : Qu'est-ce qui fait craquer les filles... de Michel Vocoret : le client au cigare
- 1983 : On l'appelle catastrophe de Richard Balducci : Fredo
- 1984 : Une fille à aimer (Just the Way You Are) d'Édouard Molinaro : Earl Cooper
- 1988 : À notre regrettable époux de Serge Korber : l'inspecteur de police new-yorkais
- 1991 : Génération Oxygène de Georges Trillat

### Télévision
- 1962 : Le Temps des copains (série télévisée) : un touriste américain (ép. 55)
- 1964 : Commandant X (série télévisée) : l'officier américain
- 1964-1965 : Bob Morane (Les aventures de Bob Morane) (série télévisée) : Bill Ballantine
- 1971 : Jason King (série télévisée) : Lyman
- 1971 : Supergirl - Das Mädchen von der Sternen (Téléfilm) : Billy Kearns
- 1972 : Allô Juliette (Téléfilm) : Richard
- 1973 : Le Jeune Fabre (série télévisée) : Bradley
- 1973 : La Ligne de démarcation - épisode 8 : Claude (série télévisée) : Le capitaine américain
- 1974 : La Cloche tibétaine (série télévisée) : Maynard Owen Williams
- 1975 : La Mort d'un touriste (série télévisée) : Martin Corwell
- 1976 : Nick Verlaine ou Comment voler la Tour Eiffel (série télévisée) : Crowder
- 1976 : Au théâtre ce soir (série télévisée) : Wydmark
- 1976 : Les Enquêtes du commissaire Maigret, épisode Les Scrupules de Maigret de Jean-Louis Muller (série télévisée) : l'Américain
- 1977 : Désiré Lafarge  épisode : Désiré Lafarge et les rois du désert  de Jean-Pierre Gallo
- 1980 : The Hostage Tower (Téléfilm) : Général Hornbecker
- 1980 : L'Été indien (Téléfilm) : Kirby
- 1980 : Les Incorrigibles (Téléfilm) : Handelson
- 1980 : La Conquête du ciel (série télévisée) : Bill
- 1981 : La Vie des autres (série télévisée : Patricia d'Emmanuel Fonlladosa) : Peter Walker
- 1981 : Le mythomane (série télévisée) : l'Américain
- 1981 : Salut Champion (série télévisée) : Mac Barbaek
- 1983 : Merci Sylvestre (série télévisée) : Kogan
- 1983 : Philip Marlowe, détective privé (série télévisée) : Lt. Victor Magee
- 1984 : L'Amour en héritage (série télévisée) : Sam Canfield
- 1985 : Mission casse-cou (série télévisée) : O'Grady
- 1986 : Sins (série télévisée) : le docteur de New-York
- 1988 : L'Aventurière au bout du monde (Téléfilm) : Farmer

### Théâtre
- 1973 : Par-dessus bord (mise en scène, Roger Planchon)
- 1976 : Nini La Chance (mise en scène, Jacques Mareuil)

## Divers
Des spectateurs font parfois la confusion avec son ami Jess Hahn, l'acteur américain naturalisé français (1921-1998) qui a également fait toute sa carrière en France et avait en commun avec lui une silhouette robuste, une haute stature, un visage analogue et un accent prononcé. Ils jouent d'ailleurs ensemble les deux policiers venus arrêter le personnage de Joseph K. dans le Procès, un film tourné par Orson Welles datant de 1962, ainsi que dans un téléfilm de guerre de 1983, Blockhaus[réf. nécessaire].